# کارخانه یخ کوهدشت
کارخانه یخ کوهدشت یک منطقهٔ مسکونی در ایران است که در دهستان گل‌گل واقع شده‌است.